# De Zeven Provinciënklasse (kruiser)
De Zeven Provinciënklasse was een scheepsklasse bestaande uit twee lichte kruisers, die dienst deden bij de Koninklijke Marine van 1953 tot 1975.

## Schepen in klasse
| Naam                               | Kiellegging      | Tewaterlating    | In dienst        | Uit dienst      |
| ---------------------------------- | ---------------- | ---------------- | ---------------- | --------------- |
| Hr.Ms. De Zeven Provinciën (C 802) | 19 mei 1939      | 22 augustus 1950 | 17 december 1953 | 16 oktober 1975 |
| Hr.Ms. De Ruyter (C 801)           | 5 september 1939 | 24 december 1944 | 18 november 1953 | 12 oktober 1972 |

### Hr.Ms. De Ruyter
Op 18 november 1953 werd de De Ruyter door kapitein-ter-zee W.J. Kruys in dienst gesteld in tegenwoordigheid van Koningin Juliana.
Tot de laatste uitdienststelling op 13 oktober 1972 is het schip ingedeeld geweest in zowel smaldeel 5 als smaldeel 1 en heeft het onder meer als vlaggenschip gediend van deze smaldelen.
In 1972 werd het schip voor 22,5 miljoen gulden verkocht aan Peru, waar het hernoemd werd naar BAP Almirante Grau en tot 26 september 2017, toen het uit dienst ging, als vlaggenschip diende. In 2017 was het de oudste kruiser ter wereld en tevens de oudste kruiser die kanonnen als primair geschut had.

### Hr.Ms. De Zeven Provinciën
Op 17 december 1953 werd De Zeven Provinciën in dienst genomen. Het schip heeft meerdere malen in haar dienstperiode gediend als vlaggenschip. Op 16 oktober 1975 werd het uit dienst gesteld.
In oktober 1975 werd het schip uit dienst genomen en op 17 augustus 1976 verkocht aan Peru. Daarmee was de laatste kruiser uit de Koninklijke Marine verdwenen. In Peru werd het schip omgedoopt tot BAP Almirante Aguirre. Het schip bleef tot 1999 bij de Peruviaanse marine in dienst.

## Aanloop
Aan het einde van de 19e eeuw kroop Keizerrijk Japan politiek en economisch gezien uit zijn schulp en ontwikkelde zich razendsnel. Dat leverde in Nederlands-Indië vage onrust op over de plannen die het Keizerrijk had. In 1902 maakte die vage onrust plaats voor de overtuiging dat Japan een aanval op de Nederlandse kolonie zou wagen. De vraag was alleen wanneer. Nederland zou die aanval helemaal alleen moeten opvangen, want in dat jaar sloten Japan en Groot-Brittannië een samenwerkingsverdrag waardoor de Britten hun eenheden terugverplaatsten naar de Noordzee. In 1913 kwamen de eerste plannen, er moesten (oorspronkelijk) negen slagschepen gebouwd worden, wilde Nederland zichzelf effectief verdedigen tegen de Japanse expansiedrift. De Eerste Wereldoorlog gooide roet in het eten, het veroorzaakte economische problemen en na de oorlog was er een sterk pacifistisch idee aanwezig dat er nooit meer zo'n grote oorlog mocht komen. Hierdoor waren de Nederlandse bevolking en de Tweede Kamer tegen een vlootuitbreiding.
Rond de jaren '20 gaf de Tweede Kamer toe, de Japanse expansiedrift stopte niet en Nederlands-Indië kon niet onbeschermd blijven. In mei 1920 werd de marinebegroting verhoogd en werd toestemming gegeven om de twee kruisers van de Java-klasse af te bouwen. Er werd aan een speciale commissie gevraagd om een vloot te creëren die capabel was om Nederlands-Indië te verdedigen. In 1922 kwam die commissie met een rapport dat stelde dat de nieuwe gevechtseenheid in Nederlands-Indië in 1928 zou moeten bestaan uit:
- 4 kruisers
- 24 torpedobootjagers
- 32 onderzeeboten
- 4 onderzeebootmijnenleggers
- 4 flottieljevaartuigen[noot 1]
- 7 mijnenleggers
- 72 verkenningsvliegtuigen
- 18 jachtvliegtuigen
- 18 gevechtsvliegtuigen
- marinebasissen moesten worden uitgebreid en versterkt.[4][5]

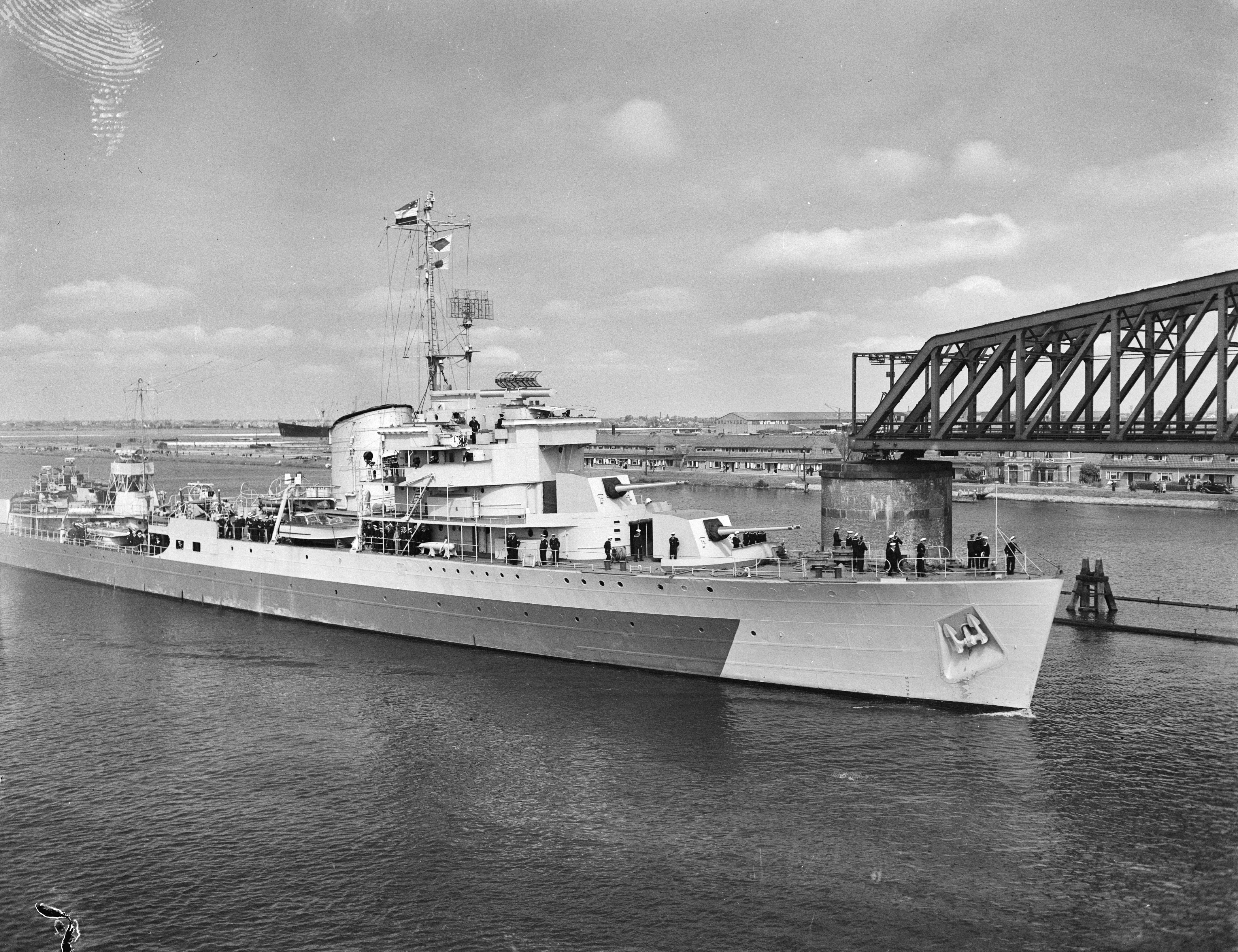
Kruiser Tromp

De gouverneur-generaal van Nederlands-Indië was enthousiast. Nederlands-Indië was een uitgestrekt eilandenrijk en had een grote vloot nodig om het te beschermen. Wegens economische problemen en pacifisme was de Tweede Kamer minder enthousiast. De regering voerde het ontwerp niet uit. In 1923 werd het ontwerp gehalveerd en nogmaals voorgelegd. De Tweede Kamer stemde 49 maal voor en 50 maal tegen. Eén Kamerlid was afwezig. In de jaren '30 werd nog een vlootontwerp ingediend, maar dat werd ook verworpen wegens geldgebrek door de economische crisis.
Eind jaren '30 realiseerde de Nederlandse regering zich dat een oorlog haast onvermijdelijk was, ze maakten haast om Vlootplan Deckers uit te voeren. De kruisers van de Zeven Provinciënklasse maakten hier deel van uit als vervanging van de Java-klasse lichte kruisers, evenals nieuwe kanonneerboten, de Trompklasse kruisers, de lichte kruiser Hr.Ms. De Ruyter en de slagkruisers van de klasse 1047. Op 10 mei 1940, viel Duitsland Nederland binnen. Het grootste gedeelte van de kansen op de uitbreiding van de marine waren verkeken. De Zeven Provinciënklasse was toen nog in aanbouw.

## Ontwerp

#### Totstandkoming van het ontwerp

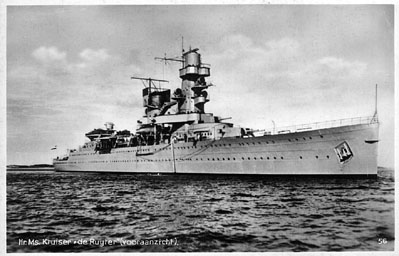
De lichte kruiser Hr.Ms. De Ruyter, de Zeven Provinciënklasse zal in het originele ontwerp hier erg veel op lijken.

Toen de kruisers ontworpen werden, waren ze in eerste instantie een verbeterde versie van de lichte kruiser Hr.Ms. De Ruyter, die zonk tijdens de slag in de Javazee in 1942. De twee kruisers waren in het ontwerp 185,7 meter lang en 17,5 meter breed. De maximale waterverplaatsing was 10.795 ton en het aantal bemanningsleden 475. Het zouden moderne schepen worden; in eerste instantie zouden de kruisers acht 150mm-kanonnen als hoofdbewapening krijgen in vier dubbeltorens. Dankzij de modernste technieken konden echter drielingtorens worden gemaakt met een geringe vermeerdering van kosten en gewicht, waardoor de Kijkduin en De Zeven Provinciën ieder tien 150mm-kanonnen zou krijgen: twee drieling- en twee dubbeltorens. Dat zou een aanzienlijke toename van de gevechtskracht zijn geweest.
Na de Tweede Wereldoorlog werd het ontwerp aangepast naar aanleiding van ervaringen uit de oorlog. De machinekamers werden verdeeld over het schip, er kwamen twee schoorstenen in plaats van één, de maximale waterverplaatsing werd nu 12.040 ton, het schip werd anderhalf meter langer, radarapparatuur werd toegevoegd en het schip werd zwaarder bewapend.

### Aandrijving

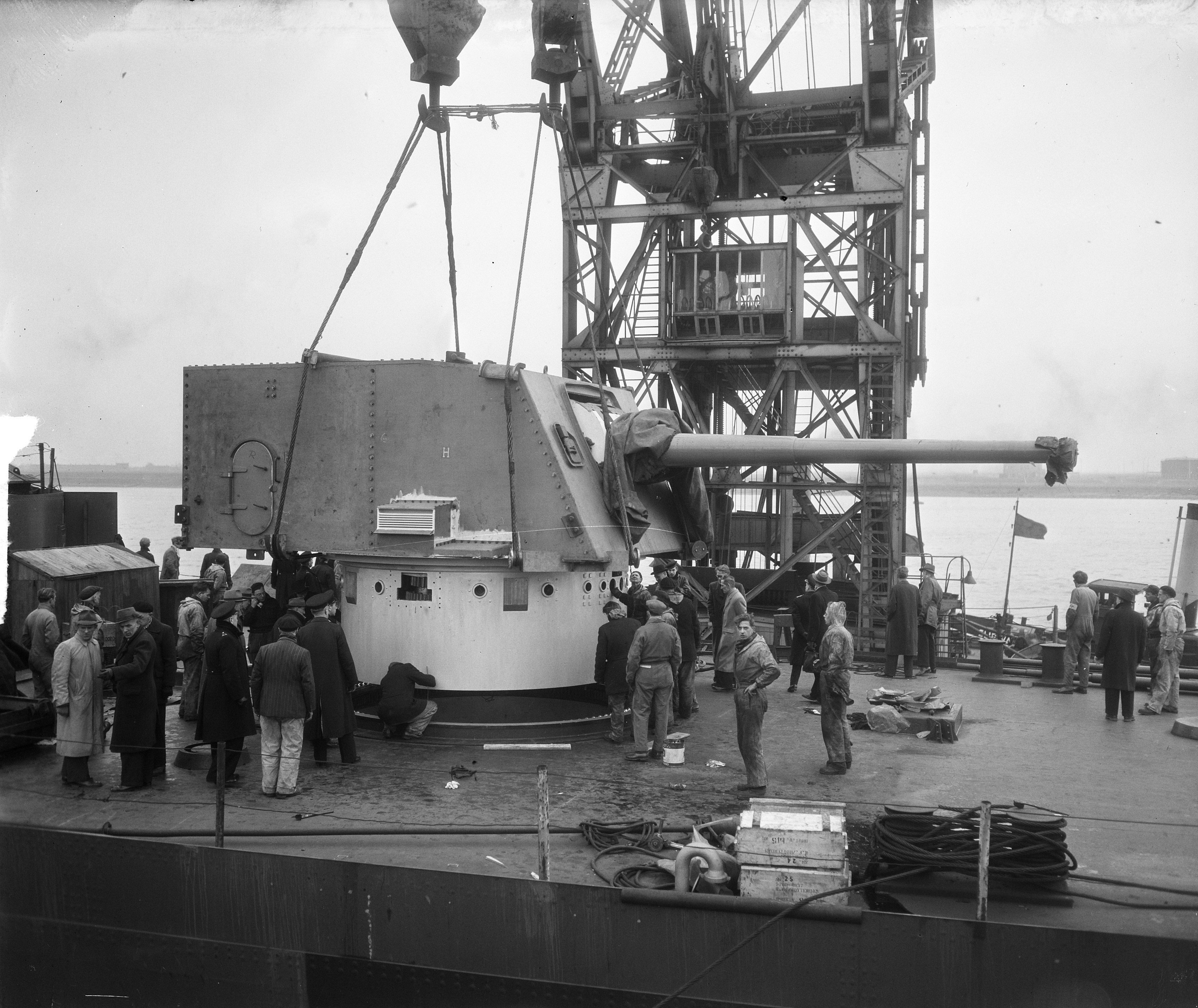
Een 152 mm kanon wordt geplaatst op De Ruyter

De aandrijving van de Zeven Provinciënklasse kruisers bestond uit twee stoomturbines aangedreven door vier ketels. Het machinestelsel mondde uit in twee schoorstenen. Het machinevermogen van de schepen betrof 62.560 kW. Hiermee kon een maximumsnelheid van 32 knopen gehaald worden. Wanneer de schepen met een snelheid van 12 knopen voeren, konden ze 13.000 kilometer afleggen. De schepen beschikten over twee schroeven, maar konden eventueel met een enkele schroef opereren. Er waren twee machinekamers.

### Bewapening
In de Nederlandse marinestaf is er hevig gediscussieerd over de primaire bewapening van de schepen. Er was onenigheid over het type kanon; velen vonden dat er Britse kanonnen op de schepen geïnstalleerd moesten worden, die hadden zich immers in de Tweede Wereldoorlog bewezen en waren dus een relatief veilige aankoop. Anderen waren van mening dat er modernere Zweedse Bofors kanonnen geïnstalleerd moesten worden, die hadden een hogere vuursnelheid en boden meer ruimte voor eventuele modernisatie. Uiteindelijk werd gekozen voor Bofors.

#### Kanonnen en geschut

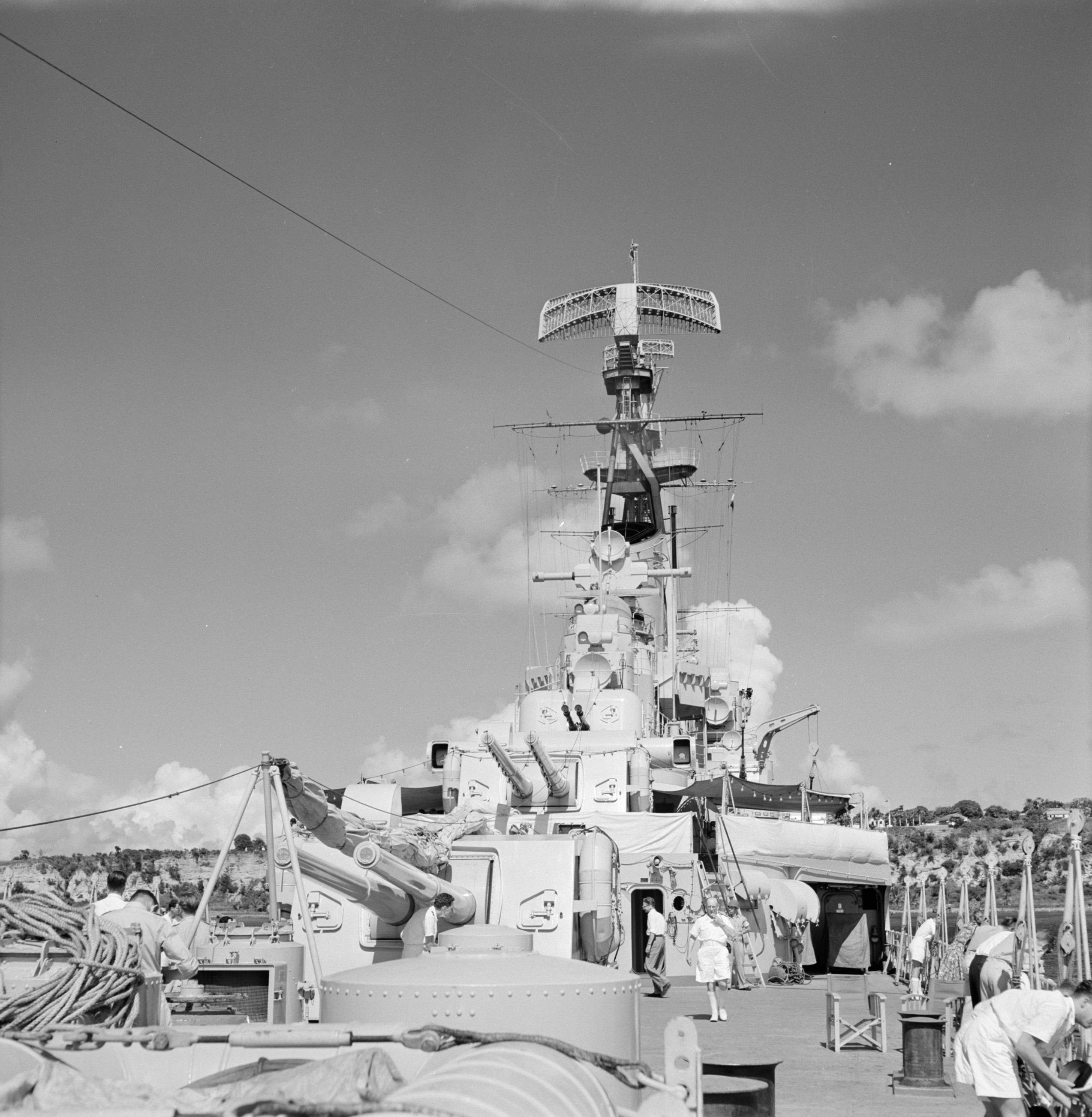
De Ruyter in Willemstad, Curaçao. Haar bewapening op het achterdek is hier goed te zien

De primaire bewapening van de schepen bestond uit acht 152mm-kanonnen verdeeld over vier dubbeltorens. Deze kanonnen werden gekozen vanwege hun hoge vuursnelheid van 10 tot 15 schoten per loop per minuut. Echter, de ammunitie-aanvoer kon de snelheid niet aan, waardoor de vuursnelheid lager uitkwam. De koeling en de bijbehorende vuur- en richtsystemen werden gemaakt door Hollandse Signaalapparaten. De bijbehorende projectielen wogen 45,8 kilogram per stuk en er was 32,6 kilogram kruit nodig om te vuren. De projectielen konden zo'n 26 kilometer afleggen.
De schepen telden acht 57mm-luchtafweerkanonnen, verdeeld over vier dubbeltorens. Deze waren ook geschikt tegen oppervlaktedoelen. Het achttal 40mm-geschut was verspreid over acht enkele geschuttorens. Dit geschut kon zowel participeren in oppervlaktegevechten als luchtafweer.

### Radars en sensoren

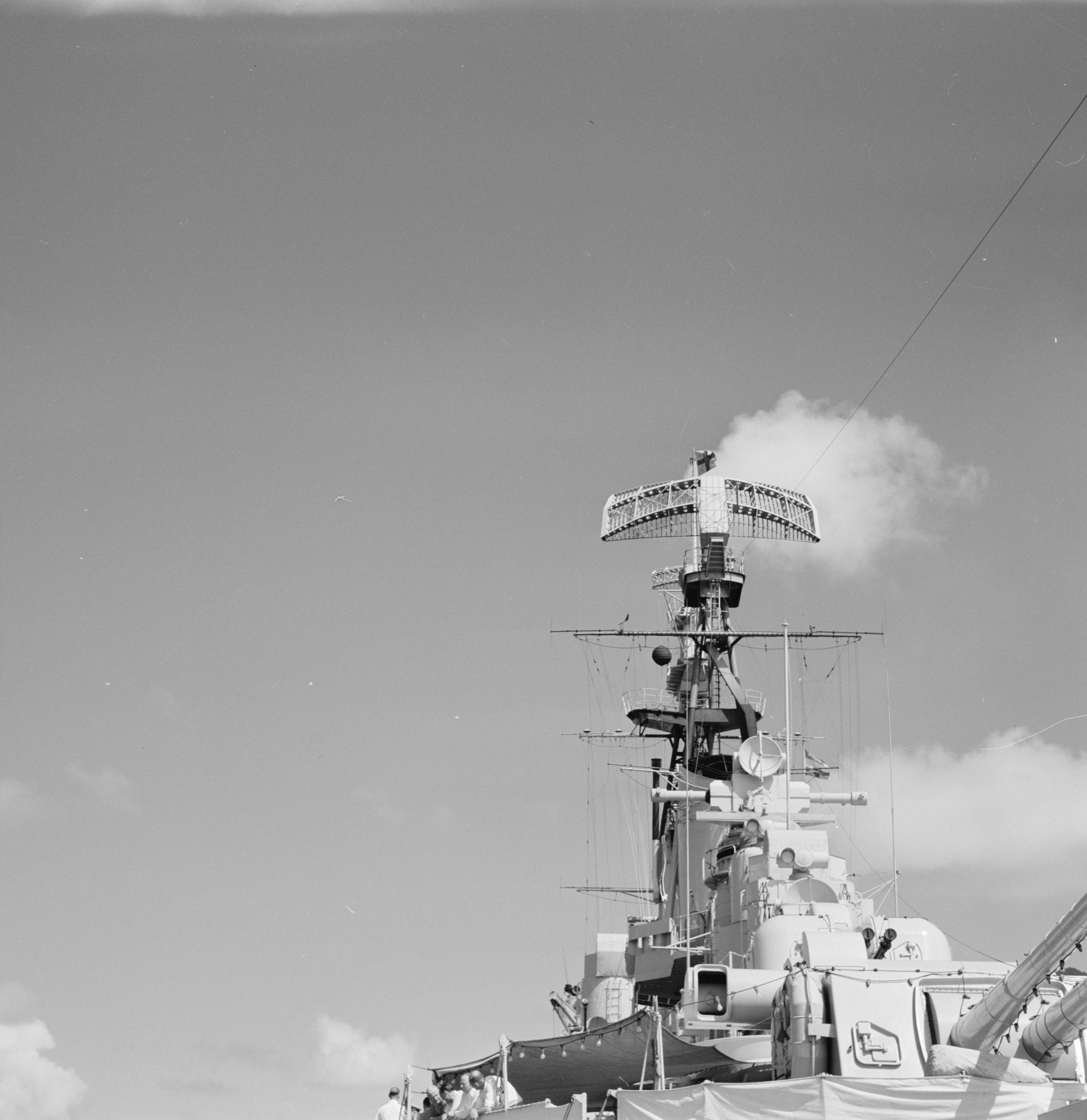
De Ruyter. De grote schotelvormige radar is de DA-01

Een opvallende radar van De Zeven Provinciënklasse is de DA-01. Dit is een grote, desondanks lichte radar die gebruikt wordt om op middelgrote afstand andere schepen in kaart te brengen en eventuele doelen te herkennen. De radar is een parabolische reflector. Verder was de scheepsklasse uitgerust met LW-01, wat een 2D radar is voor luchtwaarschuwing, een VI-01 hoogteradar, omdat de LW-01 niet zelf de hoogte kon aflezen, en een ZW-01 zeebeeldradar.

## Verwapening

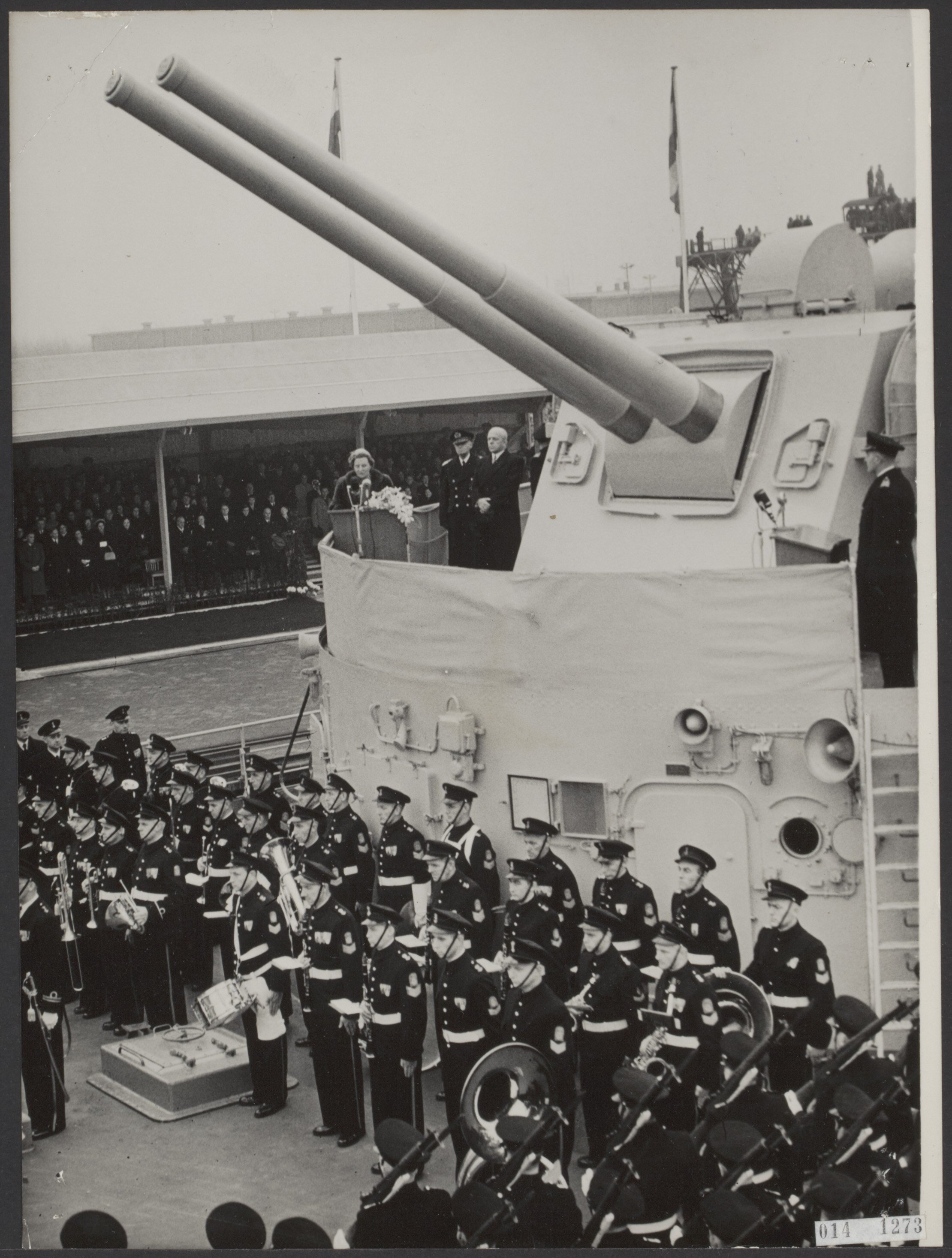
Koningin Juliana uiterst links naast kanon tijdens de indienststelling kruiser De Ruyter 18 nov 1953

In 1956 werden de eerste plannen gemaakt om geleide wapens op de kruisers te plaatsen. Een eerste poging tot samenwerking met Groot-Brittannië op het gebied van Britse raketten en Nederlandse radars liep op niets uit. In 1958 kwam Nederland in onderhandeling met de Verenigde Staten over onder andere RIM-2 Terrier luchtdoelraketten. De VS bood Nederland twee Terrier-wapensystemen met een totale waarde van 120 miljoen gulden, mits Nederland zelf de installatiekosten betaalde, die 40 miljoen gulden waren.
Uiteindelijk wilde de Tweede Kamer niet zoveel geld vrijmaken voor de wapensystemen, dus werd besloten om alleen De Zeven Provinciën uit te rusten met een Terrier-lanceerinstallatie. De achterste twee 152mm-dubbeltorens en een 57mm-dubbeltoren moesten hiervoor plaats maken. Ook werd de achtermast verplaatst en door de nieuwe installatie moesten de dekken eronder helemaal opnieuw worden ingericht. Er kwamen roterende magazijnen met plaats voor 40 raketten. Op 10 april 1962 werd het schip uit dienst gesteld voor verbouwingen die tot 1964 duurde. De Zeven Provinciën was het eerste Nederlandse marineschip uitgerust met geleide wapens.
Naast de nieuwe Terriersystemen kreeg De Zeven Provinciën ook enkele nieuwe, verbeterde radars. Helemaal nieuw waren de AN/SPS-39 3D luchtwaarschuwingsradar en de twee AN/SPG-55  belichtingsradars. Met de AN/SPS-39 kon de bemanning het luchtbeeld in kaart brengen, net als de eerdere radar, maar nu kon direct de hoogte worden bepaald, zonder daar een aparte radar voor te gebruiken.

## Bouw

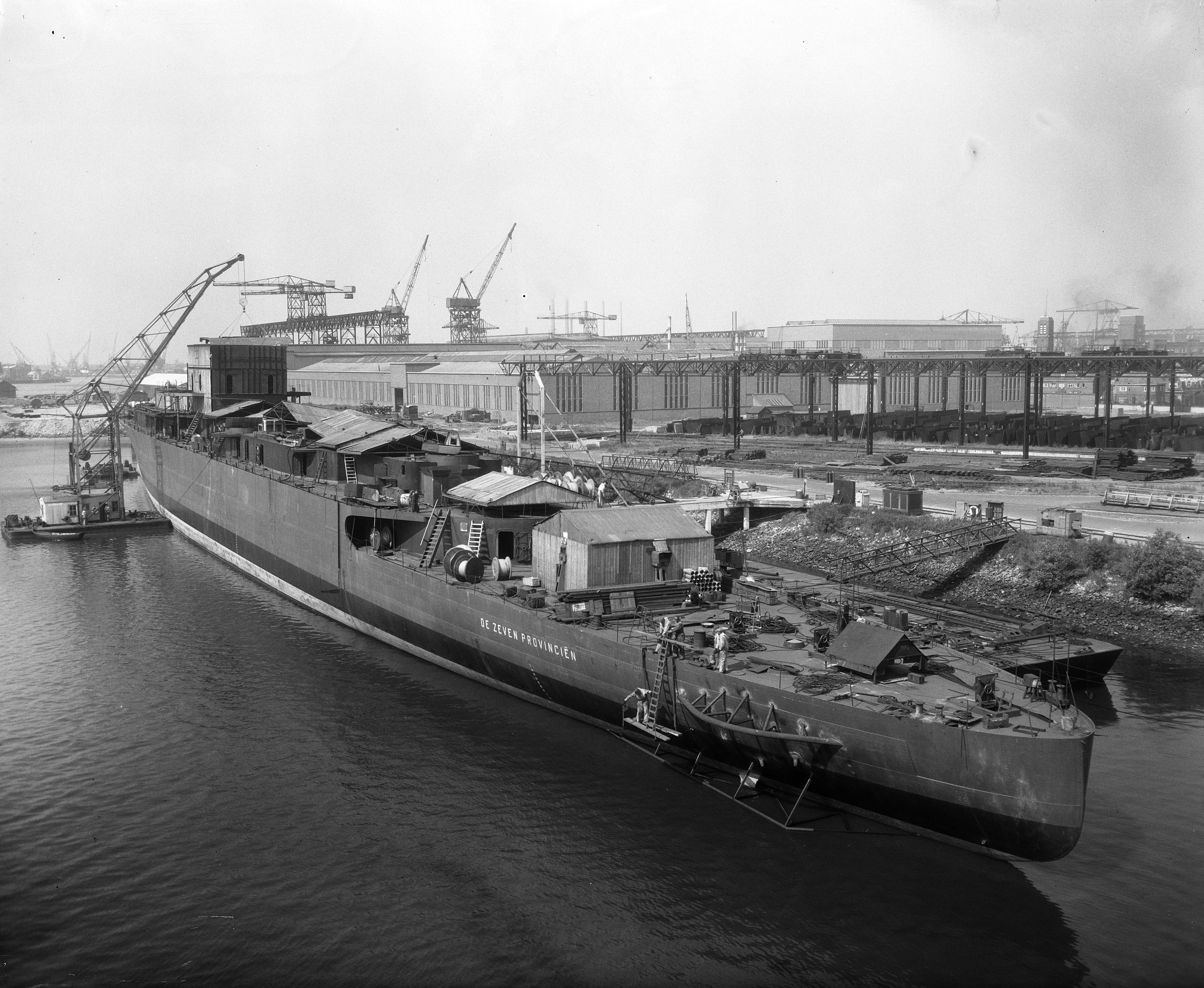
De Zeven Provinciën in aanbouw bij RDM

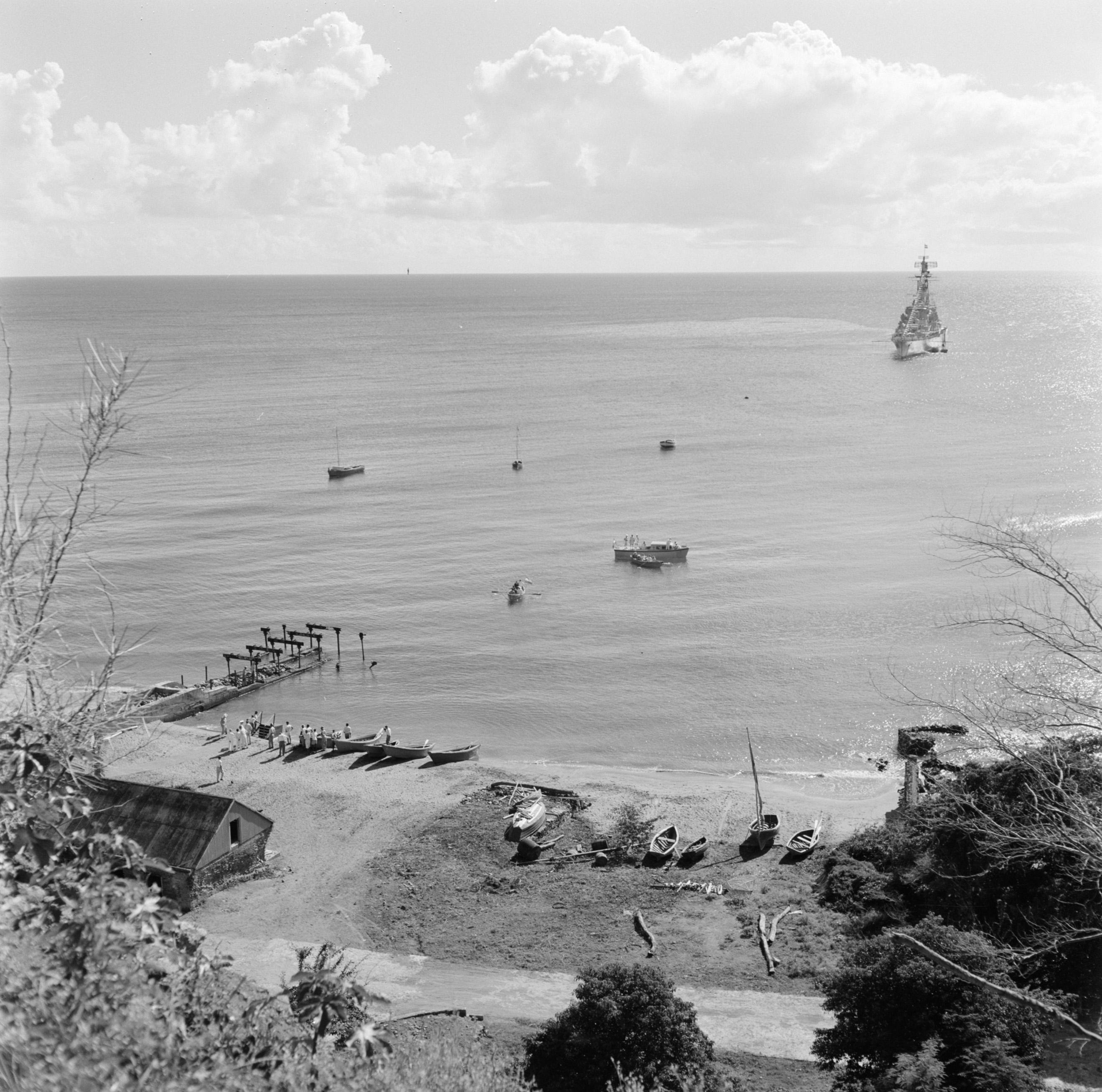
De Ruyter voor de kust van Sint Eustatius

In 1938 begon de Rotterdamsche Droogdok Maatschappij (RDM) aan De Zeven Provinciën en in 1939 begon Wilton-Fijenoord aan Kijkduin. In februari 1942 moesten de schepen gereed zijn. Ondanks de latere start van Wilton-Fijenoord, was in 1940 het casco voor 25% gereed bij Wilton-Fijenoord en voor 12% bij RDM. Toen enkele maanden later Duitsland Nederland binnenviel, werd de bouw ernstig verstoord. Voor Nederland waren de schepen verloren, maar de Duitsers hadden een mooie oorlogsbuit in handen. Net als bij andere Nederlandse schepen in aanbouw, nam de Kriegsmarine de contracten inclusief betalingen van de Koninklijke Marine over en zo bleef het Nederlandse werfpersoneel aan het werk.
De Duitsers maakte nieuwe ontwerpen voor de schepen, die ze KH 1 en KH 2 noemden. De belangrijkste verandering was de vorm van de boeg. De Duitsers hadden namelijk ervaren dat schepen met de gebruikelijke rechte boeg veel water over de bak kregen en vooral op de Atlantische Oceaan was dat niet goed voor bemanning en kanonnen. De boeg van De Zeven Provinciën werd daarom 1,62 meter verlengd. KH 1 zal een trainingskruiser worden, KH 2 kwam waarschijnlijk in oorlogsdienst.
In 1944 was veel materiaal schaars voor de Duitsers. De Zweedse kanonnen waren niet geleverd en de Duitsers hadden geen directe vervanging beschikbaar. Het aantal kanonnen werd daarom gereduceerd van tien naar acht. Waarschijnlijk zouden de schepen de bewapening van de geannuleerde M-klasse kruisers krijgen of de secundaire kanonnen van een slagschip.
In 1944 zagen de bezetters dat de oorlog eerder af zou lopen dan de kruisers gereed zouden zijn. Op 24 december 1944 besloten ze daarom de nauwelijks gevorderde romp van de KH 1 van Wilton-Fijenoord te water te laten en als blokschip in de Nieuwe Waterweg te laten afzinken. Dat plan slaagde ook niet; de Duitsers vertrokken en lieten de rompen onafgebouwd achter.
In 1946 werd de bouw van de schepen hervat. Oorspronkelijk werd verwacht dat de schepen in 1948 gereed zouden zijn, maar het ontwerp moest flink aangepast worden op lessen geleerd tijdens de Tweede Wereldoorlog. Dit leverde een aanzienlijke vertraging op, in 1953 waren de schepen pas gereed.

## Dienst

### Dienst Kriegsmarine

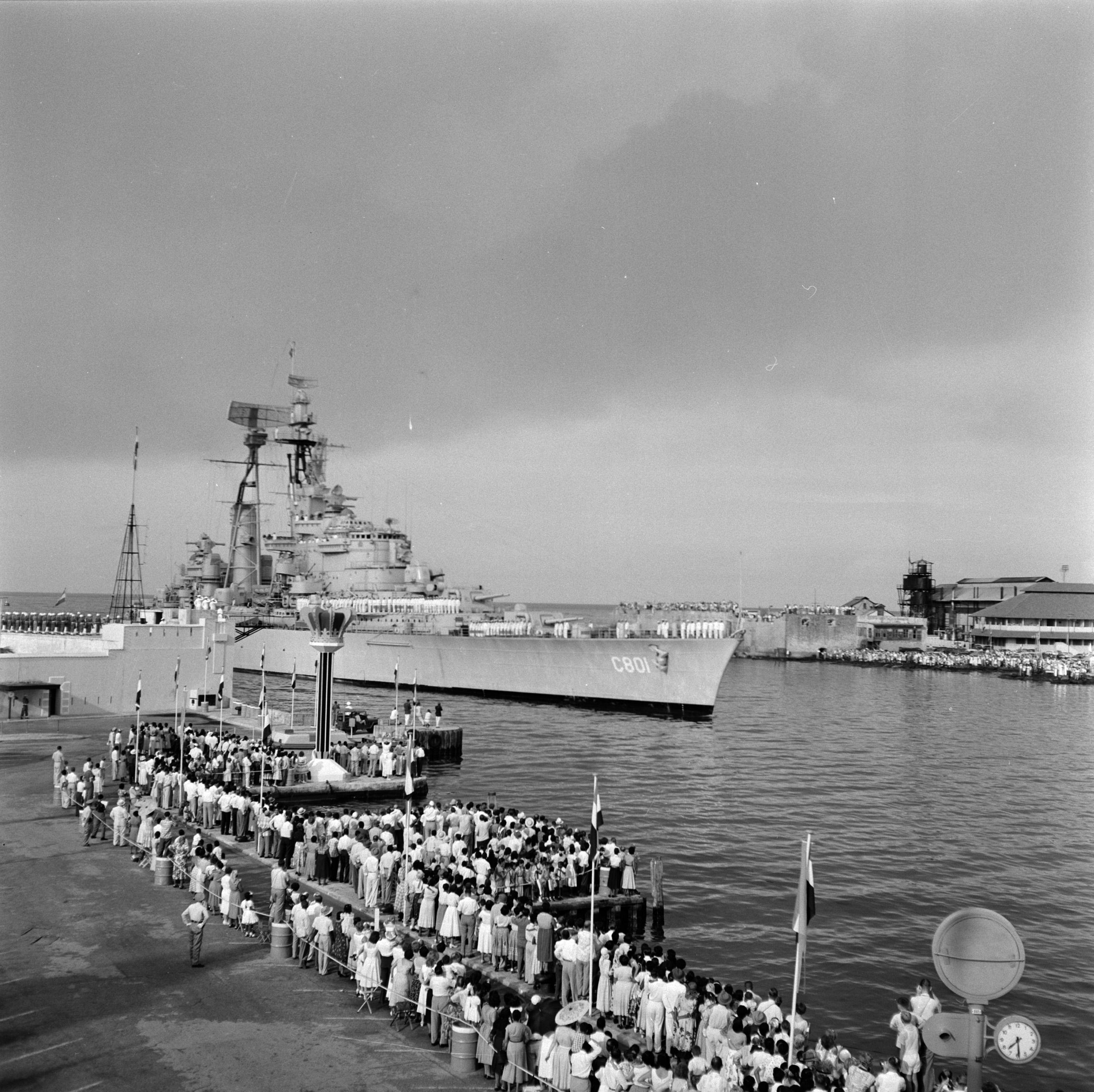
De Ruyter met het koninklijk paar aan boord in de St. Annabaai

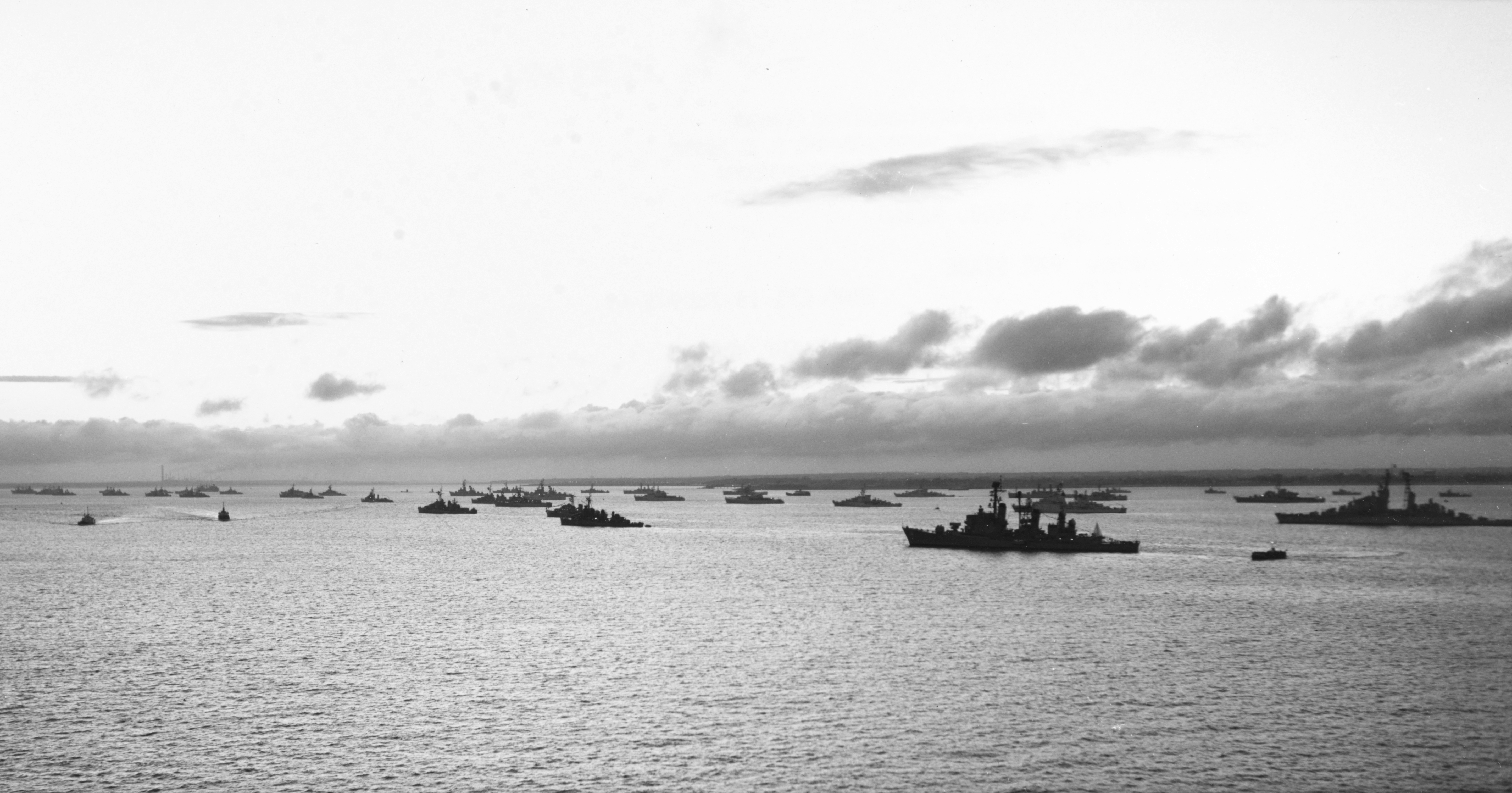
De Zeven Provinciën (rechts) terwijl het met een NAVO eskader vaart

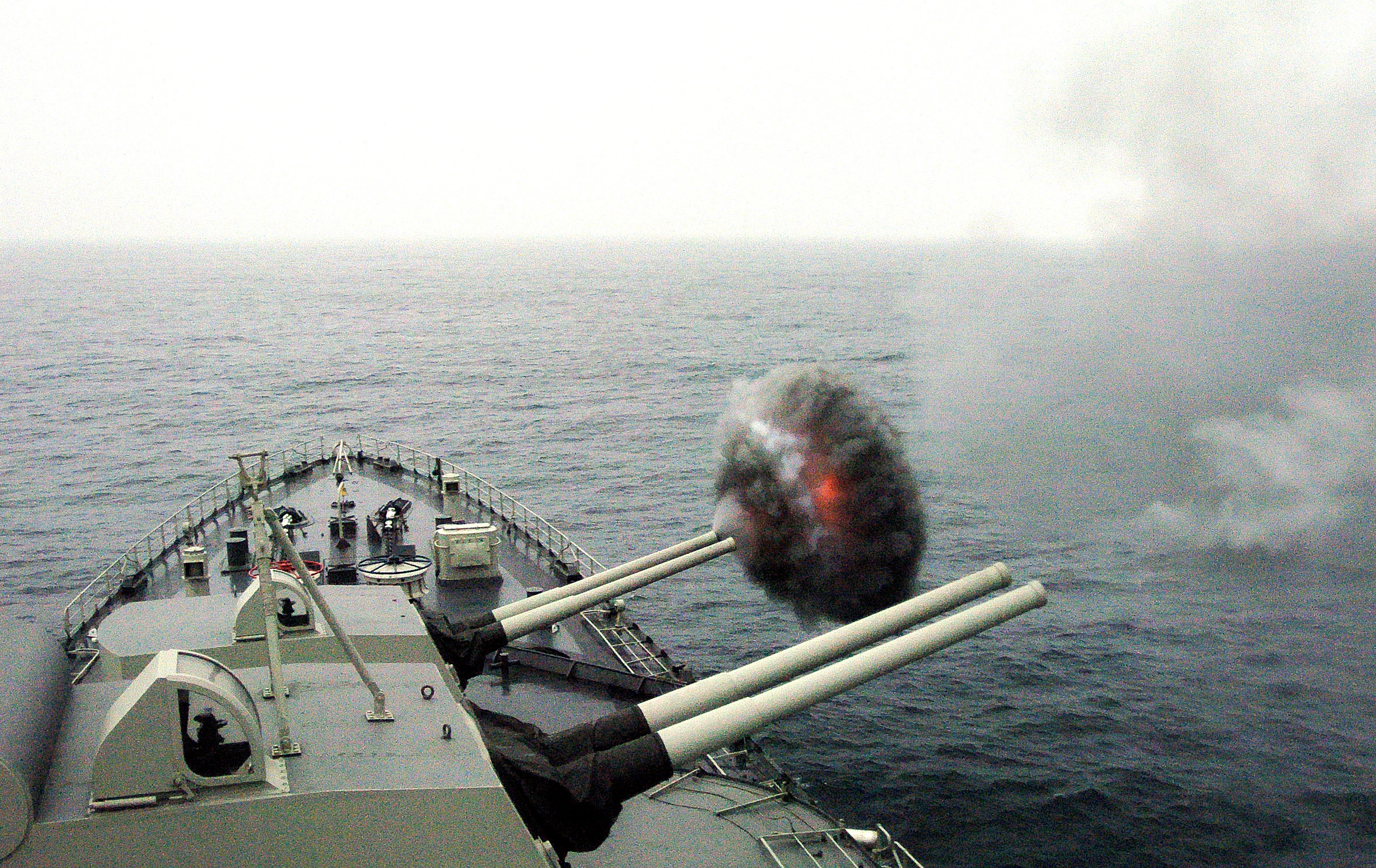
De Almirante Grau vuurt haar primaire kanonnen tijdens een oefening met de Amerikaanse Marine

De kruisers van De Zeven Provinciënklasse hebben geen dienst gedaan voor de Kriegsmarine, ondanks dat ze daarvoor wel stonden ingepland.

### Dienst Koninklijke Marine
Op 19 september 1955 vertrok Hr.Ms. De Ruyter naar de Nederlandse Antillen. Daar stapten koningin Juliana en Prins Bernhard aan boord.
In juli 1956 werd Hr.Ms. De Zeven Provinciën met onderzeebootjagers Hr.Ms. Friesland en Hr.Ms. Zeeland naar Leningrad gestuurd voor een beleefdheidsbezoek. Dit was erg bijzonder, aangezien Nederland en de toenmalige Sovjet-Unie beide verwikkeld waren in de Koude Oorlog.
Op 26 augustus 1958 liep De Zeven Provinciën bij thuisbasis Den Helder aan de grond. Een dag later kon het losgetrokken worden. Het schip had lichte materiële schade.
Op 1 maart 1960 verleende Smaldeel 1, met als vlaggenschip De Ruyter, noodhulp in Marokko, bij Agadir, wat getroffen was door een ernstige aardbeving. In de stad met 40.000 inwoners was geen huis meer intact, 15.000 mensen waren omgekomen.
De Zeven Provinciën was op 6 juli 1961 een van de 30 marineschepen bij de Vlootrevue voor de kust van Scheveningen ter gelegenheid van de herdenking van de glorieuze thuiskomst van de vloot na de Vierdaagse Zeeslag in 1666.
Op 21 november 1964 kwam De Ruyter in aanvaring met het Spaanse schip Mallor Quin. Het Spaanse schip zonk, één persoon kwam om het leven en zes anderen werden gered.
Op 7 september 1964 begon De Zeven Provinciën aan zijn eerste reis als geleidewapenkruiser naar Dakar.
In 1969 was De Zeven Provinciën nabij Sint Maarten toen een opstand uitbrak op het nabijgelegen Britse Anguilla. Uit voorzorg zette De Zeven Provinciën mariniers af op Sint Maarten, mochten gewapende opstandelingen op Sint Maarten belanden.
In 1966 sloegen bij een storm op zee de eerste officier en de opperschipper van boord bij De Zeven Provinciën. Beide mannen stierven.
12 oktober 1972 ging De Ruyter uit dienst wegens bezuinigingen en veroudering.
Vanaf 5 februari 1973 begon De Zeven Provinciën aan een vlagvertoonreis door Amerika.
16 oktober 1975 ging De Zeven Provinciën uit dienst wegens bezuinigingen en veroudering.

### Dienst Peruviaanse Marine
17 maart 1973 kwam De Ruyter als Almirante Grau in dienst bij de Peruviaanse marine. In 1975 volgde De Zeven Provinciën, onder de naam Aguirre. Aguirre en Almirante Grau werden respectievelijk in 1999 en eind 2017 permanent uit dienst gesteld. Gesloopt in 2022.

## Galerij

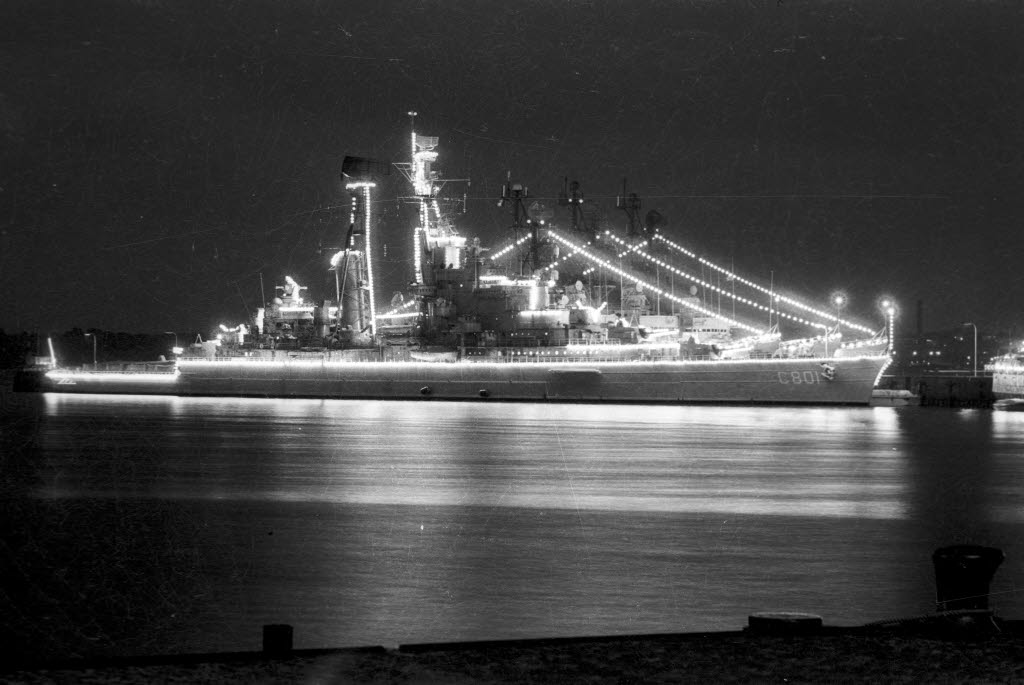
De Ruyter met kerstverlichting.
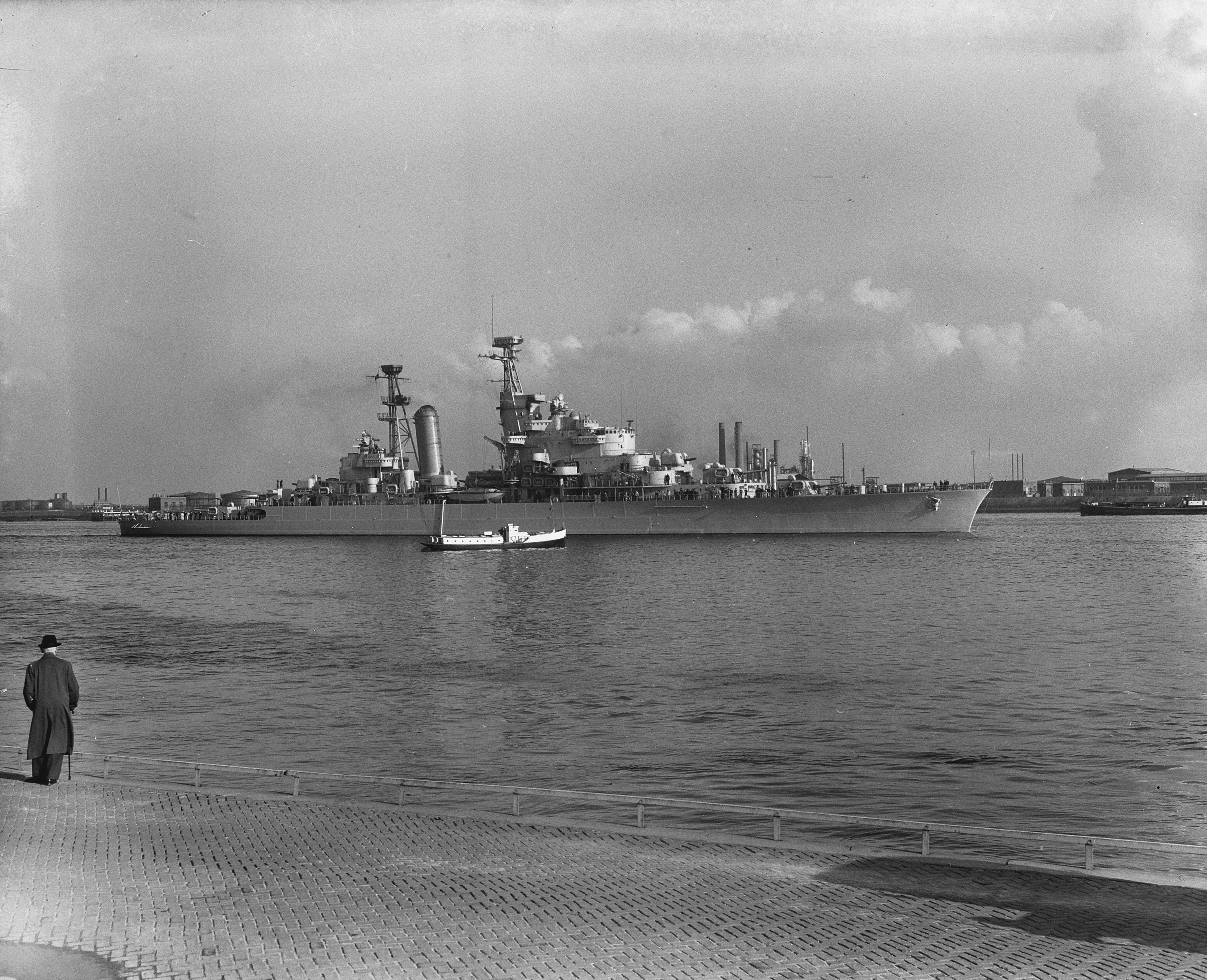
Proefvaart van De Ruyter.
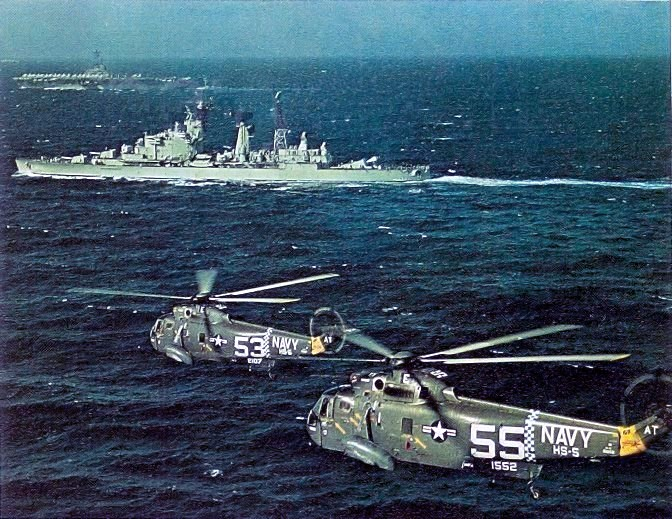
De Zeven Provinciën terwijl het een Amerikaans vliegdekschipeskader begeleidt.
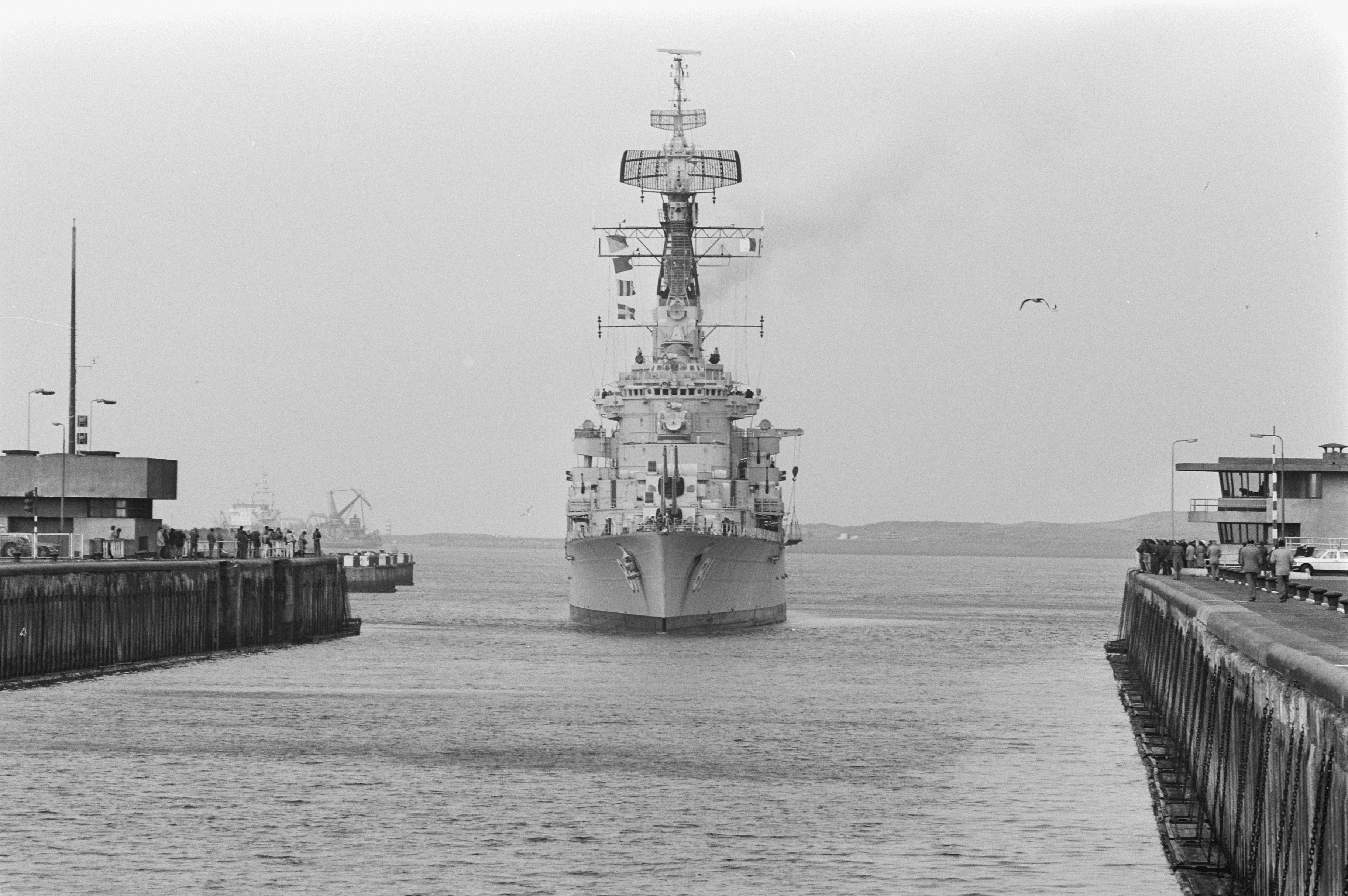
Almirante Grau in de sluizen bij IJmuiden. Het schip was op weg naar Amsterdam, waar het gemoderniseerd zal worden.
Embleem van De Zeven Provinciën.